# توماس نول
توماس نول (بالإنجليزية: Thomas Knoll)‏ هو مهندس برمجيات أمريكي يعرف بأنه (مع شقيقه جون نول) طورا أدوبي فوتوشوب, وكان المطور الرئيسي حتى إصدار CS4.

ويساهم حالياً بالعمل على Camera Raw plug-in لمعالجة الصور الخام من الكاميرات .